# Lambert Joseph Meerts
Lambert Joseph Meerts (* 6. Januar 1800 in Brüssel; † 12. Mai 1863 ebendort) war ein belgischer Violinist und Musikpädagoge.

## Leben und Werk
Lambert Joseph Meerts war ursprünglich von seiner Familie für den Beruf des Kaufmanns bestimmt. Eine Änderung in den Vermögensverhältnissen der Familie ermöglichte ihm eine Karriere in der Musik. Mit 14 Jahren arbeitete er im Theater von Antwerpen, wo er den Schauspielern half, ihre Rollen zu lernen. Zu dieser Zeit spielte er auch die erste Violine im Theaterorchester. Er studierte bei dem italienischen Violinisten Alexandro Marie Antoin Fridzeri, der sich in Antwerpen niedergelassen hatte. Zudem reiste er regelmäßig zu Violinstunden bei Charles Philippe Lafont, François-Antoine Habeneck und Pierre Baillot in Paris.
1823 heiratete er Jeanne Vander Plancken, die Tochter des ersten Geigers des Brüsseler Hoforchesters. Nach François-Joseph Fétis’ Aussagen wirkte Meerts ab 1828 in Brüssel als Geigenlehrer und als Geiger im Stadtorchester. 1833 wurde er Kompositionsstudent bei Fétis. Fétis schönte in dieser Zeit seine Biografie von Meerts. Laut Fétis wurde Meerts 1835 Professor für Violine am Königlichen Konservatorium Brüssel. Laut Archiv des Konservatoriums unterrichtete Fétis zwischen 1836 und 1849 lediglich die Violinanfängerklassen des Institutes. Darüber hinaus verschwieg Fétis ein vierjähriges, psychisch bedingtes Fehlen von Meerts zwischen 1849 und 1853 als Lehrer am Konservatorium. In dieser Zeit wurde Meerts als Violinlehrer von Hubert Léonard vertreten. Fétis behauptete weiter, dass Meerts’ didaktische Revolution in der Geigenpädagogik seinen Ansätzen im Kompositionsunterricht entspringe. Meerts kehrte 1853 als Violinprofessor für Orchestermusiker ans Brüsseler Konservatorium zurück und wirkte dort bis zu seinem Tod 1863. Fétis’ Biografie über seinen Schüler Lambert Joseph Meerts sollte auf Empfehlung des Brüsseler Konservatoriums hin, zu dessen Lehrkörper beide gehörten, vorsichtig gelesen werden. Meerts’ Schulwerke wurden hoch geschätzt, insbesondere die 12 rhythmischen Etüden über Motive aus den Symphonien Beethovens. Zu Meerts’ Schülern gehörten unter anderen die Violinisten Julius Eichberg (1824–1908, Deutschland), Jean-Baptiste Accolay (1833–1900, Belgien),  Jean-Baptiste Colyns (1834–1902, Belgien) und Louis van Waefelghem (1840–1908, Belgien).
1855 erhielt Lambert Joseph Meerts den belgischen Leopoldsorden.